# Xârâcùù
Xârâcùù o kanala és una llengua austronèsia parlada majoritàriament a l'àrea tradicional de Xaracuu, als municipis de Canala, La Foa i Boulouparis, a la Província del Sud, Nova Caledònia. Té 5.700 parlants nadius i l'estatut de llengua regional de França. Aquest estatut implica que els alumnes poden fer una prova opcional en batxillerat a Nova Caledònia mateix o a la França metropolitana. Com les altres llengües canac és regulat actualment per l'"Académie des langues kanak", fundada oficialment en 2007.

## Pronunciació

### Consonants
El xârâcùù té 27 consonants, amb les oclusives prenasalitzades típiques de les llengües oceàniques.
|             |                 | Labials | Labials | Alveolars | Palatals | Velars | labiovelard |
| ----------- | --------------- | ------- | ------- | --------- | -------- | ------ | ----------- |
| Oclusives   | Sordes          | p       | pʷ      | t         |          | k      | kʷ          |
| Oclusives   | prenasalitzades | ᵐb      | ᵐbʷ     | ⁿd        | ᶮɟ       | ᵑɡ     | ᵑɡʷ         |
| Nasals      | Nasals          | m       | mʷ      | n         | ɲ        | ŋ      |             |
| Fricatives  | Sordes          | f       |         | ʃ         | ç        | x      | xʷ          |
| Fricatives  | Sonora          | v       |         |           |          |        |             |
| Africades   | Africades       |         |         | t͡ʃ        |          |        |             |
| Aproximants | Aproximants     |         |         |           | j        |        | w           |
| Lateral     | Lateral         |         |         | l         |          |        |             |
| Vibrant     | Vibrant         |         |         | r         |          |        |             |

### Vocals
El xârâcùù té 34 vocals : 17 curtes (10 orals i 7 nasals) que poden ser allargades.
|              | Anteriors | Centrals | Posteriors |
| ------------ | --------- | -------- | ---------- |
| Tancades     | i ĩ • u ũ | ɨ ɨ̃      |            |
| Semitancades | e         |          | ɤ • o      |
| Semiobertes  | ɛ ɛ̃       |          | ʌ ʌ̃ • ɔ ɔ̃  |
| Obertes      |           |          | ɑ ɑ̃        |

## Escriptura
El xârâcùù s'escriu amb alfabet llatí completat de nombrosos diacrítics i dígrafs, amb un total de 61 grafemes. Aquesta escriptura fou desenvolupada a principis dels anys 1980 pels lingüistes del Laboratori de Llengües i Civilitzacions de Tradició Oral (LACITO). Anteriorment els missioners van utilitzar per transcriure la llengua (especialment per fer versions dels Evangelis o el catecisme) la mateixa escriptura que l'ajië.
| Grafema      | a | aa | ä | ää | â  | ââ | b  | bw  | c  | ch | d  |    |     |
| Pronunciació | ɑ | ɑː | ʌ̃ | ʌ̃ː | ɑ̃  | ɑ̃ː | ᵐb | ᵐbʷ | t͡ʃ | ʃ  | ⁿd |    |     |
| Grafema      | e | ee | é | éé | ë  | ëë | è  | èè  | ê  | êê | f  | g  | gw  |
| Pronunciació | ɤ | ɤː | e | eː | ʌ  | ʌː | ɛ  | ɛː  | ɛ̃  | ɛ̃ː | f  | ᵑɡ | ᵑɡʷ |
| Grafema      | i | ii | î | îî | j  | k  | kw | l   | m  | mw | n  | ng | ny  |
| Pronunciació | i | iː | ĩ | ĩː | ᶮɟ | k  | kʷ | l   | m  | mʷ | n  | ŋ  | ɲ   |
| Grafema      | o | oo | ö | öö | ô  | ôô | p  | pw  | r  | s  | t  |    |     |
| Pronunciació | o | oː | ɔ | ɔː | ɔ̃  | ɔ̃ː | p  | pʷ  | r  | ç  | t  |    |     |
| Grafema      | u | uu | ü | üü | ù  | ùù | û  | ûû  | v  | w  | x  | xw | y   |
| Pronunciació | u | uː | ɨ̃ | ɨ̃ː | ɨ  | ɨː | ũ  | ũː  | v  | w  | x  | xʷ | j   |

## Ensenyament
El xârâcùù és ensenyat des dels anys 1980 a nivell de primària a l'école populaire kanak (EPK) de Canala, única institució d'aquesta mena que encara existia en 2013, ja que els alumnes poden continuar als estudis en l'ensenyament públic a partir del CM1. La llengua també s'ofereix com a opció en el programa a la universitat catòlica privada Francis-Rougé de Thio i a l'escola pública de Canala.